# Petra Schwille
Petra Schwille, née le 25 janvier 1968 à Sindelfingen, est biophysicienne et directrice du département de recherche Biophysique cellulaire et moléculaire de l'Institut Max-Planck de biochimie.
Elle est notamment connue pour son travail sur les modèles de membrane et a reçu le prix Gottfried Wilhelm Leibniz en 2010.

## Biographie
Petra Schwille a obtenu un diplôme en physique de l'Université de Göttingen en 1993. Elle a effectué sa thèse doctorante à l'Institut Max Planck de chimie biophysique à Göttingen, en Allemagne, et a obtenu son diplôme de l'Université technique de Brunswick en 1996.
Elle travaille comme chercheure postdoctorale à l'Université Cornell en 1997 puis retourne à l'Institut Max Planck de chimie biophysique à Göttingen en 1999, pour prendre un poste de chef de groupe de recherche. En 2002, elle devient professeure de biophysique à l'Université technique de Dresde. En 2012, Elle devient directrice du département de recherche Biophysique cellulaire et moléculaire à l'Institut Max Planck de biochimie à Martinsried, en Allemagne, ainsi que professeure honoraire de physique à l'Université Ludwig Maximilian de Munich.
Elle a développé la méthode de spectroscopie de corrélation croisée à deux photons permettant d'explorer les processus cellulaires fondamentaux.
En 2011, elle devient membre du conseil d'administration scientifique du prix Heinrich Wieland.

## Prix
- 2004 : Prix de la recherche Philip Morris[8]
- 2010 : Prix Gottfried-Wilhelm-Leibniz[9],[4]
- 2010 : Membre de l'Académie nationale des Sciences Leopoldina[10]
- 2011 : Prix de la recherche Braunschweig[6],[11]
- 2011 : Membre de la Deutsche Akademie der Technikwissenschaften (Acatech)[12],[13]
- 2013 : Membre de l'Académie des sciences de Berlin-Brandebourg[14]
- 2015 : Membre honoraire de la Royal Microscopical Society[15]
- 2017 : Membre de la Biophysical Society[16]

## Publications scientifiques
- Petra Schwille, Franz-Josef Meyer-Almes, Rudolf Rigler, Dual-Color Fluorescence Cross-Correlation Spectroscopy for Multicomponent Diffusional Analysisin Solution, 1997
- Petra Schwille & Elke Haustein Fluorescence Correlation Spectroscopy — An introduction to its concepts and applications
- Lei Kai, Petra Schwille, Cell‐Free Protein Synthesis and Its Perspectives for Assembling Cells from the Bottom‐Up, 2019 DOI 10.1002/adbi.201800322